# Цымбаленко, Василий Фёдорович
Василий Фёдорович Цымбаленко (22.12.1922 — 6.12.1974) — командир роты 3-го стрелкового батальона 234-го стрелкового полка 179-й стрелковой дивизии 43-й армии 1-го Прибалтийского фронта, старший лейтенант. Герой Советского Союза.

## Биография
Родился 22 декабря 1922 года в селе Малая Бугаевка ныне Васильковского района Киевской области в крестьянской семье. Украинец. Член КПСС с 1942 года. Окончил семь классов 37-й средней школы в Киеве. Работал на заводе имени Письменного слесарем-сборщиком.
В 1941 году призван в ряды Красной Армии. В боях Великой Отечественной войны с августа 1941 года. Воевал наводчиком орудия. В 1942 году окончил курсы командиров взводов и, командуя взводом, ротой, воевал на Западном, 1-м Прибалтийском и 2-м Прибалтийском фронтах.
Осенью 1943 года шли бои на Смоленщине. Советские войска продвигались на запад. Каждый населённый пункт приходилось брать с боем. Один из боёв был для командира взвода автоматчиков В. Ф. Цымбаленко особенно памятен.
Подступы к реке Каспля простреливались на большом протяжении. 3-й стрелковый батальон, которому был придан взвод автоматчиков, не смог с ходу форсировать реку. Тогда командир батальона майор Волошин вызвал лейтенанта В. Ф. Цымбаленко и поставил перед ним задачу: выдвинуть взвод на фланг и, укрываясь за складками местности, незаметно переправиться через реку и ударить с тыла.
По сигналу батальон открыл огонь. Автоматчики в маскировочных халатах, прижимаясь к земле, незаметно передвинулись на левый фланг. Здесь было труднопроходимое болото, и противник не ожидал удара с этой стороны. Лейтенант В. Ф. Цымбаленко вошёл в воду и, держа автомат над головой, в числе первых поплыл через реку. Не прошло и четверти часа, как весь взвод атаковал противника во фланг и с тыла.
Атака была настолько неожиданной, что гитлеровцы в панике отступили. Батальону было облегчено форсирование реки и продвижение вперёд. В этом бою осколками гранаты были ранены лейтенант В. Ф. Цымбаленко и несколько солдат. Но все они остались в строю.
3-й стрелковый батальон под командованием майора Волошина получил задачу штурмовать вражескую оборону на самом ответственном участке. Одной из стрелковых рот командовал старший лейтенант В. Ф. Цымбаленко.
На рассвете 23 июня 1944 года штурмовой батальон вышел на исходный рубеж. Впереди — сильно укреплённые позиции. На них обрушилась наша артиллерия. Разрывы накрыли траншеи противника. Вслед за огневым валом двинулись роты. Батальон выбил фашистов из первой линии траншеи и ринулся дальше. Оборона врага прорвана.
Особенно успешно выполнила поставленную задачу рота старшего лейтенанта В. Ф. Цымбаленко. Солдаты дружно ударили по врагу с фланга и выбили его из домов. Станция Шумилино была очищена от фашистов за несколько часов, советские войска перерезали железнодорожное сообщение на магистрали Витебск — Полоцк.
Вскоре батальон достиг Западной Двины. Этот водный рубеж был серьёзной преградой для наступающих. И здесь рота старшего лейтенанта В. Ф. Цымбаленко оказалась одной из первых. Она переправилась через реку на подручных средствах и атаковала врага, засевшего у шоссе. К вечеру батальон овладел двумя важными населёнными пунктами, закрыв гитлеровцам пути отступления. Завершилось окружение группировки врага под Витебском.
Загнанные в кольцо немцы отчаянно сопротивлялся. Они предприняли несколько попыток прорваться. В течение 25 и 26 июня гитлеровцы провели десятки атак, но каждый раз откатывались обратно, оставляя на поле боя раненых и убитых. Во время одной из атак фашисты собрали в кулак многочисленный отряд пехоты и при поддержке танков ринулись на участок обороны роты В. Ф. Цымбаленко. Метким ружейно-пулемётным огнём бойцы отсекли пехоту от танков. Но танки шли вперёд, пытаясь смять оборону. Однако расчёты фашистов не оправдались. Весь огонь противотанковых ружей был сосредоточен по танкам. А когда они подошли на близкое расстояние, бойцы забросали их гранатами. Три танка сгорели на поле боя, так и не преодолев советских позиций. 27 июня остатки фашистских войск, потеряв всякую надежду вырваться из окружения, капитулировали.
В мае 1965 года в девятом номере журнала «Блокнот Агитатора» в статье «Мы отстояли завоевания социализма!» генерал армии, дважды Герой Советского Союза Белобородов, Афанасий Павлантьевич писал: «1944 год стал годом полного изгнания врагов с нашей Родины. Большим размахом отличалось в этом году наступление Советской Армии… Воины 43-й армии, которой мне в то время довелось командовать, участвовали в Витебской операции. Своими глазами я видел, как мужественно сражались солдаты, сержанты, офицеры. Тогда у нас много говорили о роте, которой командовал Василий Цымбаленко. Она решительно действовала в боях по окружению и ликвидации витебской группировки врага. Эта рота в числе первых вышла на соединение с войсками 39-й армии. О Цымбаленко говорили: „Вот кто захлопнул крышку витебского котла!“».
Указом Президиума Верховного Совета СССР от 22 июля 1944 года за форсирование реки Западная Двина, занятие плацдарма и проявленные при этом отвагу и стойкость старшему лейтенанту Цымбаленко Василию Фёдоровичу присвоено звание Героя Советского Союза с вручением ордена Ленина и медали «Золотая Звезда».
После окончания Великой Отечественной войны В. Ф. Цымбаленко служил в Советской Армии и работал в районных военкоматах города Киева. С 1972 года подполковник Цымбаленко в отставке. Жил в Киеве. Скончался 6 декабря 1974 года. Похоронен в Киеве на Байковом кладбище.
Награждён орденом Ленина, орденом Отечественной войны 2-й степени, медалями.
9 мая 2012 года в селе Малая Бугаевка Васильковского района Киевской области В. Ф. Цымбаленко был открыт памятник.